# 디어 루주
디어 루주(Dear Rouge)는 캐나다의 얼터너티브 록 밴드이다. 대니엘과 드루는 부부 사이이다.